# Naguilian (Isabela)
Naguilian (Filipino: Bayan ng Naguilian) ist eine philippinische Stadtgemeinde in der Provinz Isabela, Verwaltungsregion II, Cagayan Valley. Sie hat 31.902 Einwohner (Zensus 1. August 2015), die in 25 Barangays lebten. Sie wird als Gemeinde der vierten Einkommensklasse auf den Philippinen und als teilweise urbanisiert eingestuft.  
Naguilian liegt im Zentrum der Provinz. Die Gemeinde liegt am Fuß des Gebirgsmassives der Cordillera Central im Westen und der Sierra Madre im Osten, im Tal des Cagayan-Rivers. Sie liegt 389 km nördlich von Manila und ist über den Marhalika Highway erreichbar. Der nächste Flughafen liegt in Cauayan City, dieser wird von der Fluglinie Cebu Pacific viermal die Woche angeflogen. Ihre Nachbargemeinden sind Reina Mercedes im Westen, Benito Soliven im Süden und Osten, Gamu im Norden.

## Baranggays
| - Aguinaldo - Bagong Sikat - Burgos - Cabaruan - Flores - La Union - Magsaysay - Manaring - Mansibang - Minallo - Minanga - Palattao - Quezon | - Quinalabasa - Quirino - Rangayan - Rizal - Roxas - San Manuel - Santa Victoria - Santo Tomas - Sunlife - Surcoc - Tomines - Villa Paz |

## Weblink
- Informationen der Philippine Statistics Authority über Naguilian